# Epirrita autumnata
Epirrita autumnata là một loài bướm đêm trong họ Geometridae.

## Hình ảnh

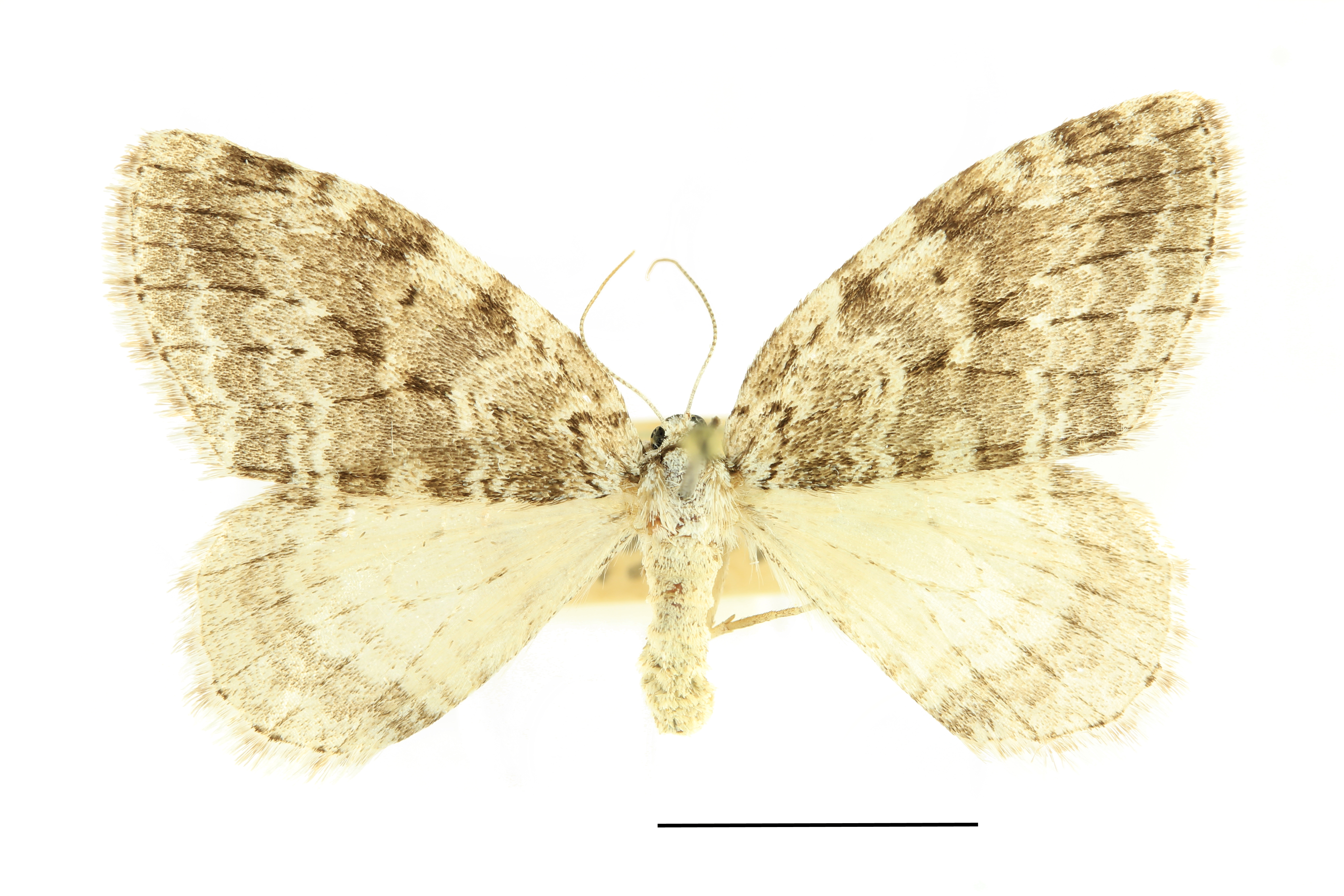
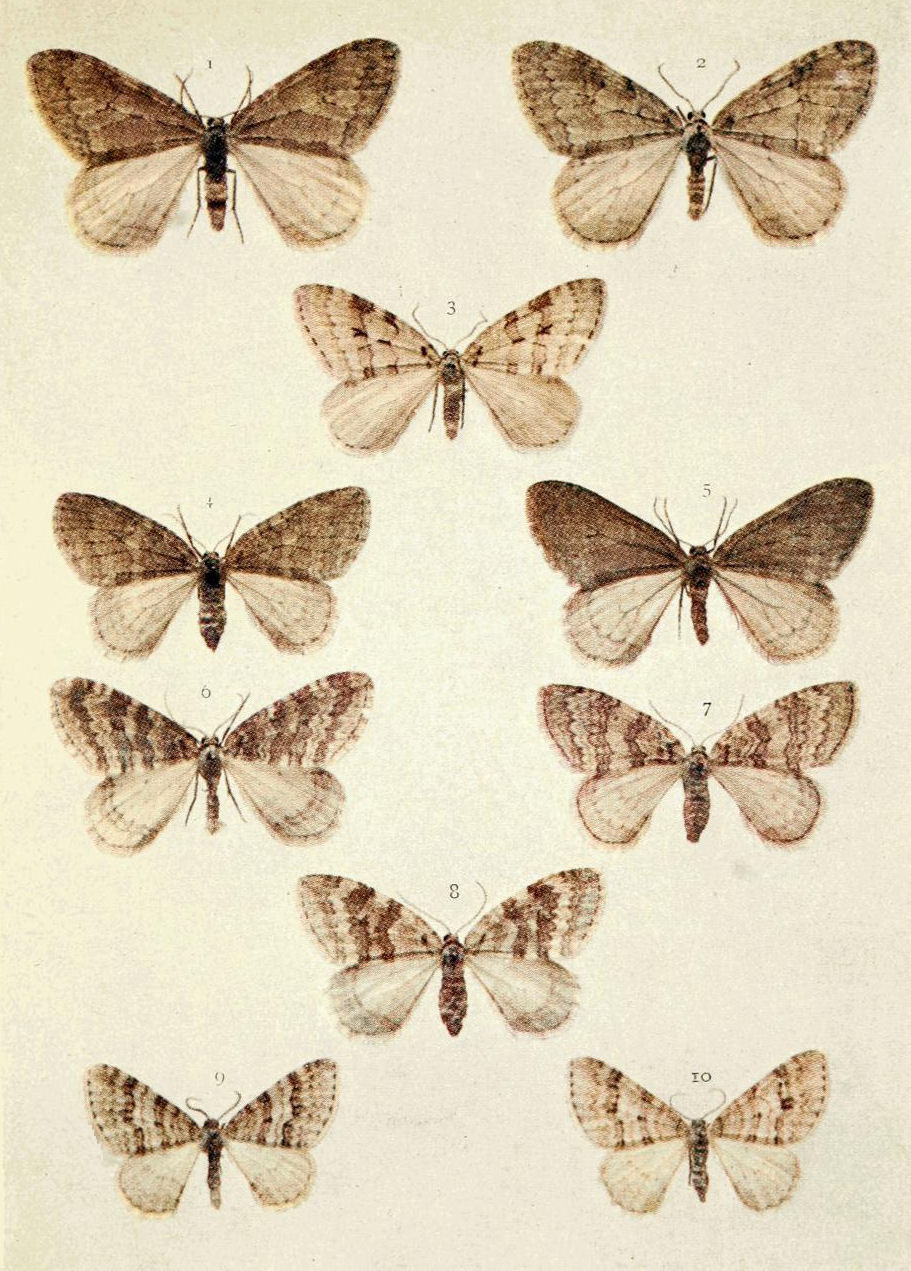